# Fahnenquallen
Die Fahnenquallen (Semaeostomeae) oder Fahnenmundquallen sind eine Ordnung der Schirmquallen (Scyphozoa). Sie leben mit etwa fünfzig Arten pelagisch in den oberen Schichten der Weltmeere.

## Aussehen
Fahnenquallen haben eine typische Quallenform mit einem eher flachen Schirm und nur kleinen Randlappen. An ihrer Mundöffnung tragen sie die vier Fahnen genannten lang ausgezogenen Kanten des Mundrohres. Sie sind sehr durchsichtig und haben oft eine blaue, gelbe, grüne oder violette Zeichnung. Da sie oft in großen Schwärmen vorkommen kann die Meeresoberfläche von ihnen gefärbt erscheinen. Fahnenquallen können Schirmdurchmesser von wenigen Zentimeter bis über zwei Meter bei einigen Feuerquallen aus der Familie Cyaneidae erreichen. Die becherförmige Polypengeneration ist zwei bis sieben Millimeter klein.

## Familien
- Ordnung Fahnenquallen (Semaeostomeae)
  - Familie Cyaneidae Agassiz, 1862
    - Gattung Cyanea Péron & Leseur, 1809
      - Blaue Nesselqualle (Cyanea lamarcki)
      - Gelbe Haarqualle (Cyanea capillata)
      - Cyanea rosea (Quoy & Gaimard, 1824)
      - Cyanea annaskala (von Lendenfeld, 1882)

    - Gattung Desmonema Agassiz, 1862
    - Gattung Drymonema Haeckel, 1880

  - Familie Pelagiidae Gegenbaur, 1856
    - Gattung Chrysaora Péron & Leseur, 1809
    - Gattung Pelagia Péron & Leseur, 1809
      - Leuchtqualle (Pelagia noctiluca)

    - Gattung Sanderia Goette, 1886

  - Familie Ulmaridae Haeckel, 1879
  - (Unterfamilie Aureliinae Agassiz, 1862)
    - Gattung Aurelia Péron & Leseur, 1809
      - Ohrenqualle (Aurelia aurita)

    - Gattung Aurosa Haeckel, 1880
    - Gattung Phacellophora Brandt, 1835

  - (Unterfamilie Poraliinae Larson, 1986)
    - Gattung Poralia Vanhöffen, 1902

  - (Unterfamilie Sthenoniinae)
    - Gattung Sthenonia Eschscholtz, 1829

  - (Unterfamilie Ulmarinae Haeckel, 1879)
    - Gattung Diplulmaris Maas, 1908
    - Gattung Discomedusa Claus, 1877
    - Gattung Floresca Haeckel, 1880
    - Gattung Parumbrosa Kishinouye, 1910
    - Gattung Ulmaris Haeckel, 1880
    - Gattung Undosa Haeckel, 1880

  - (Unterfamilie Stygiomedusinae)
    - Gattung Stygiomedusa Russell, 1959
      - Stygiomedusa gigantea (Browne, 1910)

  - (Unterfamilie Tiburoniinae Matsumoto, Raskoff & Lindsay, 2003)
    - Gattung Tiburonia Matsumoto, Raskoff & Lindsay, 2003

  - (Unterfamilie Deepstariinae Larson, 1986)
    - Gattung Deepstaria Russell, 1967
      - Deepstaria enigmatica Russell, 1967

  - (Unterfamilie Stellamedusinae Raskoff & Matsumoto, 2004)

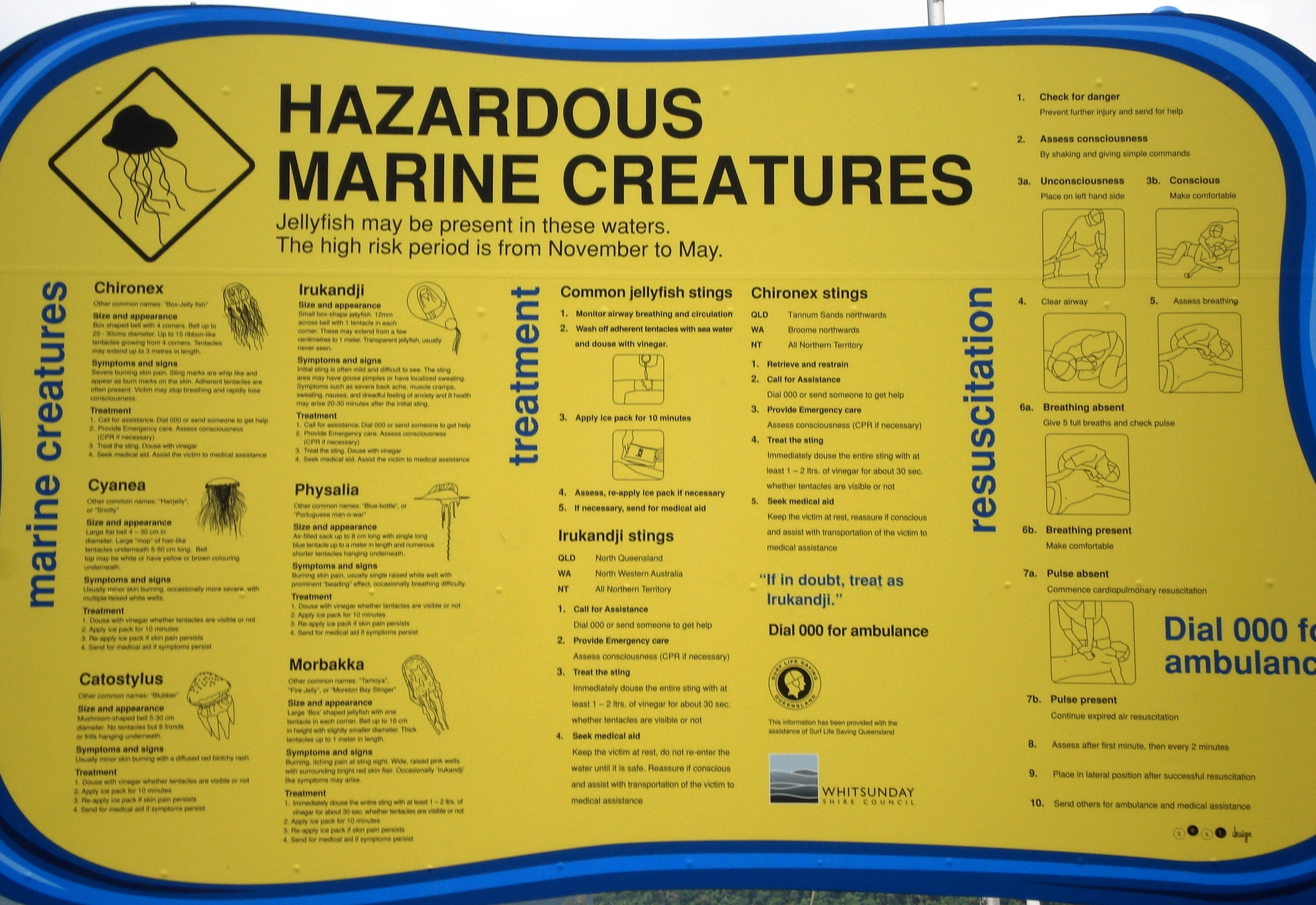
Informationstafel zu giftigen Quallen in Australien (u. a. zu den vorkommenden Cyanea-Arten (Cyanea rosea & Cyanea annaskala)) und der Behandlung

    - Gattung Stellamedusa Raskoff & Matsumoto, 2004
      - Stellamedusa ventana Raskoff & Matsumoto, 2004[1]

## Arten
Zu den Fahnenquallen gehören die aus der Ostsee und Nordsee bekannte Ohrenqualle (Aurelia aurita), die Kompassqualle (Chrysaora melanaster), die Gelbe Haarqualle (Cyanea capillata), die Leuchtqualle (Pelagia noctiluca) und die Blaue Nesselqualle (Cyanea lamarckii).